# Альтена-Берг
Альтена-Берг — середньовічний можновладний Вестфальський рід, гілка першої династії графів Берзьких. Від графського роду Альтена-Берг ведуть своє походження такі графські роди: Ламарк (фон дер Марк), Альтена-Ізенбург і Лімбург-Штірум.

Замок Альтена був ймовірно заснований у 1108 році синами графа Берга, Адольфом та Еберхардом, які отримали ці землі від імператора Генріха V за вірну службу.

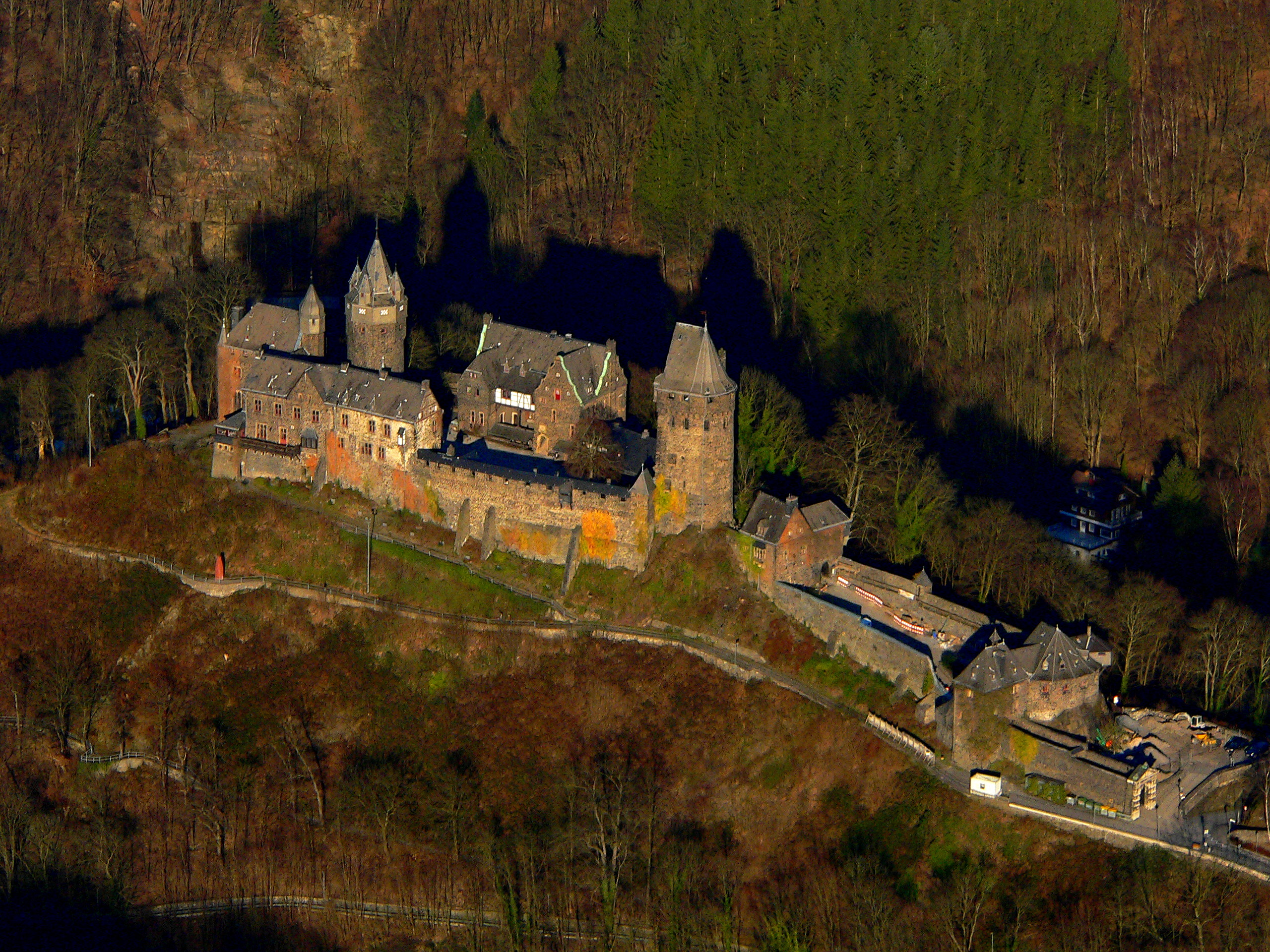
Замок Альтена, що дав назву династії

Вперше титул «граф Альта» документально згадується під 1122 роком, судячі з усього він належав, графу Берга Адольфу IV, сини якого, близько 1161 року поділили його володіння на дві частини: Енгельберт I (пом. 1189) отримав графство Берг, а Еберхард I (1140 — 23 грудень 1180) — графство Альтена. У 1173 граф Еберхард I фон Альтена в своєму заповіті поділив графство Альтена між синами Арнольдом і Фрідріхом I з умовою, що обидва повинні зберегти титул графа Альтеньського. Сам Еберхард займається управлінням своєю частиною графства Берг, де його суперником виступає брат, Енгельберт I фон Берг.
У 1170-і році граф Фрідріх I фон Альтена (пом. 1199) отримує маєток Марк, куди і переносить свою резиденцію. Його брат Арнольд (пом. 1 209) перебирається в замок Ізенбург поблизу Хаттингу. Обидва продовжують називати себе графами фон Альтена.
У 1225 році син Арнольда, Фрідріх II фон Альтена-Ізенбург вбив свого кузена, архієпископа Кельна Енгельберта, за що згодом в 1226/1227 році був обезголовлений в Кельні, а його володіння конфісковані. Графство об'єднується в руках гілки Ламарк (фон дер Марк) . Незабаром всі ці землі іменуються вже як графство Марк.
У 1249 році Адольф I фон Марк розподілив спадщину між синами Енгельбертом I фон Марк і Отто фон Альтена. Після смерті останнього у 1269 році замок переходить до старшого брата.

## Генеалогічна схема роду
- Графи Берга (1077—1248)
  - Графи Альтена (ок.1161-1209)
    - Графи Ламарк (фон дер Марк)
    - Графи Альтена- Ізенбург
      - Графи Лімбург-Штірум

## Самостійні графи фон Альтена (бл.1161-1269)
- Еберхард I ок.1161-1180
- Арнольд 1180—1209, син Еберхарда I, родоначальник лінії Альтена-Ізенбург
- Фрідріх I 1180—1198 / 9, син Еберхарда I, родоначальник лінії Ламарк (фон дер Марк)
- Отто 1249—1269, син Адольфа I фон дер Марк